# Darglitazone
Darglitazone (trước đây gọi là CP 86325-2) là thành viên của nhóm thuốc thiazolidinedione và là chất chủ vận của thụ thể kích hoạt peroxisome proliferator-γ (PPAR-), một thành viên mồ côi của siêu nhân thụ thể hạt nhân. Nó có nhiều tác dụng nhạy cảm với insulin, như cải thiện kiểm soát đường huyết và lipid máu, và được Pfizer nghiên cứu để điều trị các rối loạn chuyển hóa như đái tháo đường type 2.
Sự phát triển của nó đã bị chấm dứt vào ngày 08 tháng 11 năm 1999.

## Tổng hợp

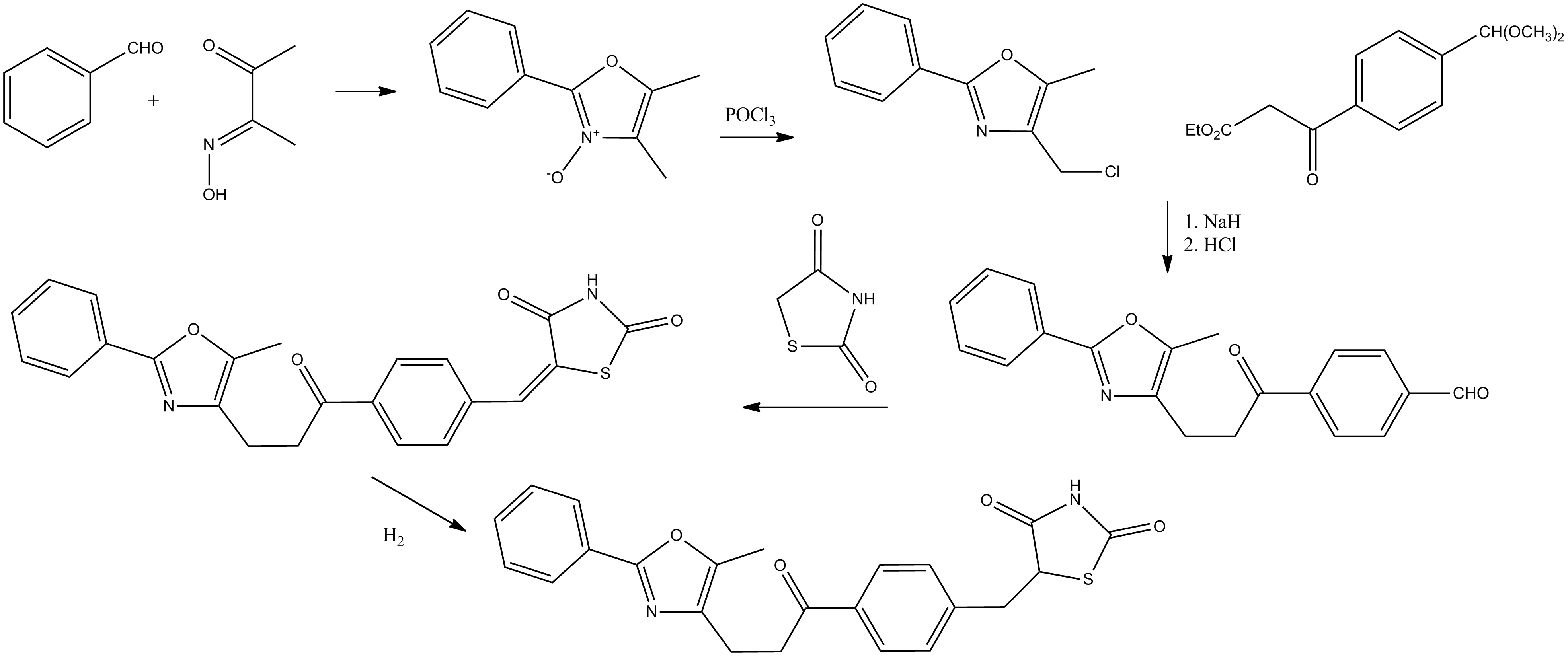
Tổng hợp darglitazone